# Crotonogyne preussii
Crotonogyne preussii är en törelväxtart som beskrevs av Ferdinand Albin Pax. Crotonogyne preussii ingår i släktet Crotonogyne och familjen törelväxter. Inga underarter finns listade i Catalogue of Life.